# Dias Toffoli
José Antonio Dias Toffoli (sinh ngày 15 tháng 11 năm 1967) là một chính trị gia người Brasil, là luật gia và Tư pháp hiện hành và Chủ tịch Tòa án Liên bang Tối cao của Brasil.

## Tiểu sử
Toffoli được sinh ra ở Marília, São Paulo vào năm 1967, là con trai của Luiz Toffoli và Sebastiana Seixas Dias Toffoli. Ông theo học trường luật của Đại học São Paulo từ năm 1986 đến năm 1990, tốt nghiệp cử nhân luật. Khi còn học đại học, Toffoli đã chủ trì hội sinh viên. Từ năm 1996 đến 2002, ông là giáo sư về luật hiến pháp và gia đình tại Trung tâm Đại học de Brasília.
Năm 1994 và 1995 Toffoli tham gia kỳ thi cho vị trí thẩm phán ở bang São Paulo, nhưng đã hai lần bị từ chối. Toffoli khi đó là đại diện hợp pháp cho Đảng Công nhân (PT) trong các chiến dịch tranh cử tổng thống của Luiz Inácio Lula da Silva vào năm 1998, 2002 và 2006.
Từ tháng 3 năm 2001 đến tháng 12 năm 2002 Toffoli là đồng sở hữu của công ty luật Toffoli & telesca Advogados, và từ năm 2005 đến 2007 đồng sở hữu công ty Toffoli & Rangel Advogados. Năm 2007 Toffoli được tổng thống Lula đề cử làm tổng cố vấn trong chính quyền của mình.

### Đề cử của Tòa án tối cao

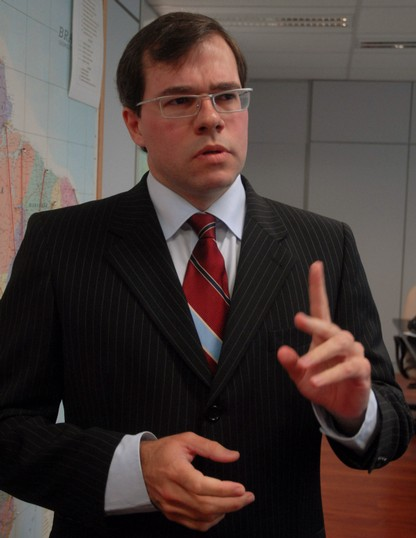
Toffoli làm luật sư tổng hợp năm 2008

Vào ngày 17 tháng 9 năm 2009, tổng thống Lula đã đề cử Dias Toffoli, tổng cố vấn của ông, cho ghế của Tòa án Liên bang Tối cao bị bỏ trống trước cái chết của Công lý Carlos Alberto Menezes Direito hai tuần trước đó. Sau khi được đề cử, Toffoli đã từ chức tổng cố vấn và được thay thế bởi Evandro Costa Gama.
Sau khi được Thượng viện xác nhận lên Tòa án tối cao, Toffoli đã giữ chức vụ Tư pháp vào ngày 23 tháng 10 năm 2009, ở tuổi 41. Lúc đó, ông là người trẻ nhất trở thành thẩm phán của Tòa án tối cao kể từ năm 1988, và vẫn là một trong những người trẻ nhất nắm giữ chức vụ này. Ông là ứng cử viên thứ tám của Tòa án tối cao dưới thời Tổng thống Lula.

### Chủ tịch của Tòa án Liên bang Tối cao
Vào ngày 13 tháng 9 năm 2018, Toffoli đã kế nhiệm Tư pháp Carmen Lúcia với tư cách là chủ tịch Tòa án Liên bang Tối cao. Phó chủ tịch của tòa án Liên bang Tối cao trong nhiệm kỳ này là Luiz Fux.